# Ethiopia Unbound
Ethiopia Unbound: Studies in Race Emancipation ist ein Roman des ghanaischen Schriftstellers und Politikers Joseph Ephraim Casely Hayford; er erschien erstmals 1911. Das Werk gilt als erster englischsprachiger Roman der afrikanischen Literatur. Eine Zweitauflage erschien 1969 in London, herausgegeben von Frank Cass; sie wurde  von E.U. Essien-Udom betreut und enthält ein Vorwort von F. Nnabuenyi Ugonna vom Juni 1966.
Die Bezeichnung des Werkes als Roman gilt nur annäherungsweise, da die Handlung gegen Ende in den Hintergrund tritt und ausführliche Dokumentationen über afrikanischen Nationalismus und Panafrikanismus nach vorne treten.

## Inhalt
Der Protagonist ist Kwamankra, ein Angehöriger des Fante-Stammes in der Goldküste. Die Handlung beginnt in London, England, wo Kwamankra als Rechtsstudierender sich mit dem die Ordination anstrebenden Engländer Silas Whitely angefreundet hat. Die beiden begeben sich in eine Wohnung, die in "orientalischem Stile" eingerichtet ist, und vergleichen westliche und afrikanische Vorstellungen von Gott. Nachdem Whitley Kwamankra stellvertretend für die Afrikaner gratulierte, wie erfolgreich diese seien, die "ewigen Wahrheiten" zu bewahren, bringt Kwamankra die These ein, Gott und Jesus könnten äthiopischen (hier im Sinne von afrikanischen) Ursprungs gewesen sein.
Drei Jahre später, kurz nachdem er in eine Anwaltskammer berufen wurde, trifft er bei einer Shakespeare-Theatervorstellung Landsleute aus seiner Heimat; er lernt dabei die Musikstudentin Mansa bei einer Theatervorstellung kennen und verliebt sich in sie. Sie heiraten kurz vor deren Rückkehr in die Goldküste und Mansa gebärt einen gemeinsamen Sohn. Fünf Jahre später stirbt Mansa bei der Geburt des zweiten Kindes, einer Tochter, die ebenfalls nach der Geburt stirbt. Kwamankra bleibt verwitwet mit seinem Sohn zurück, wird aber ernsthaft krank. Während einer Operation hat er eine Traumvision, wo er sich in einer wunderschönen Stadt im Himmel wiederfindet. Er trifft Mansa, nun eine Göttin, und sein kleines Töchterchen. Mansa unterrichtet ihn, zur Erde zurückzukehren als Gottes Bote, um in Äthiopien (wiederum im Sinne von Afrika) ein Königreich zu gründen, welches sich von allen anderen Königreichen unterscheidet.
Währenddessen ist Silas Whitely, nun ein Pfarrer, in der Goldküste angekommen, um die Stelle des Kolonialkaplans in der Stadt Sekondi zu übernehmen. Er wurde von seinem schottischen Freund Kennedy Bilcox gewarnt, nicht die "alberne Bande von Fortschrittlichen" in ihrem Aufruf zur Gleichberechtigung der schwarzen Einheimischen zu unterstützen. Infolgedessen überwirft er sich mit seinem Assistenten Kwah Baidu, ein Fante-Einheimischer, wegen der Errichtung eines nach Rassen getrennten Friedhofs und entlässt diesen. Whitley belebt die Freundschaft mit Kwamankra nicht wieder und redet sich ein, ihre frühere Beziehung sei nur eine flüchtige Bekanntschaft gewesen. Beide treffen sich erstmals an einem offiziellen Dinner, wo der Ortsvorsteher Befürchtungen über Whitelys Pläne eines rassengetrennten Friedhofs kundgibt.
An dieser Stelle verliert die Handlung ihren erzählerischen Charakter; in den Vordergrund rückt nun eine Reihe von Konversationen, Lektüren und Zeitungsartikel, wodurch Kwamankra als Familienpatriarch und prophetischer öffentlicher Intellektueller seine Vorstellungen über Religion, Heirat, Erziehung, Rassenemanzipation und afrikanischen Nationalismus entwickelt. Er führt mit seinem nun jugendlichen Sohn Diskussionen, welche er mit Beispielen und Gleichnissen aus der griechischen Mythologie erläutert. Später wird Kwamankra an eine US-amerikanische Universität eingeladen, wo er über die Verdienste von Edward Wilmot Blyden eine Rede hält; damit endet auch das Buch.